# استوارنامه

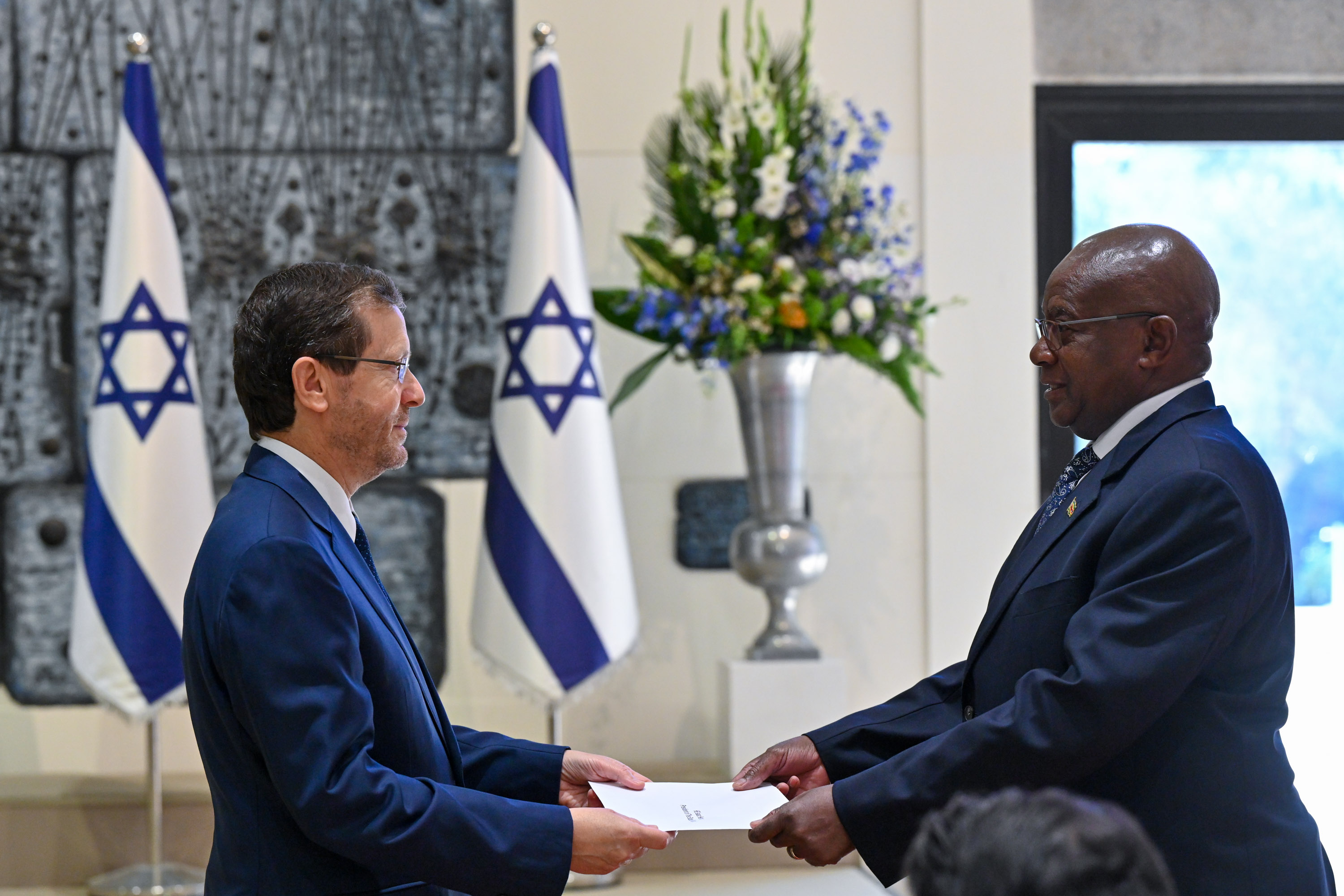
تقدیم استوارنامه سفیر زیمبابوه به هرتزوگ رئیس‌جمهور اسرائیل، اکتبر ۲۰۲۲

استوارنامه یا اعتمادنامه (به فرانسوی: Lettre de créance) نامه‌ای رسمی است که از طرف مقام اول یک کشور (معمولاً رئیس‌جمهور) به مقام اول کشور دوم نوشته می‌شود و در آن به معرفی سفیر خود در آن کشور دوم و حدود اختیارات وی می‌پردازد.
استوارنامه در دو نسخهٔ اصل و رونوشت تهیه می‌شود. نسخهٔ رونوشت به وزیر خارجه و نسخهٔ اصلی معمولاً طی یک مراسم رسمی با عنوان «تقدیم استوارنامه» توسط سفیر به رئیس‌جمهور کشور میزبان تقدیم می‌شود و پس از این مراسم دوران مأموریت سفیر به‌طور رسمی آغاز می‌شود.